# Metoda Dekkera
Pomysłem Theodorusa Dekkera z 1969 roku było połączenie metody równego podziału (bisekcji) z metodą siecznych.
Przypuśćmy, że chcemy rozwiązać równanie f(x) = 0. Podobnie jak w metodzie bisekcji musimy zainicjować metodę Dekkera dwoma punktami, powiedzmy x0 i x1, takimi że f(x0) i f(x1) mają różne znaki. Jeśli funkcja f jest ciągła na [x0,x1] wtedy twierdzenie Darboux gwarantuje że zero leży pomiędzy x0 i x1.

## Opis algorytmu A
W każdej iteracji zaangażowane są trzy punkty:
b – ostatnie przybliżenie wyniku,
c – kontrapunkt b, czyli taki punkt w którym funkcja f ma przeciwny znak niż w punkcie b,
a – poprzednia wartość punktu a, używany jest on do wyliczania następnego punktu metodą siecznych.
Metoda bisekcji natomiast używa punktów b i c tworząc punkt m pomiędzy nimi na środku przedziału.
Wyliczany jest ciąg xi, którego ostatni element oznaczany jest przez x, a poprzedni przez xp. Oprócz tego jest punkt xk, który jest ostatnim punktem w ciągu, który ma różny znak niż x. Następny punkt x wyliczany jest dwoma metodami: siecznych i bisekcji i wybierany jest ten obliczony z metody siecznych jeśli leży pomiędzy punktem b (ze względów dokładnościowych z pewną poprawką) a punktem m wyliczonym z bisekcji.
Następnie badanie czy f(x) czy f(xk) leży bliżej zera i jeśli f(x) leży bliżej zera wtedy b ma wartość x a c xk, w przeciwnym razie zamiana.

## Algorytm A
{\displaystyle \delta (b)} = |b*MACHINE_EPSILON| gdzie MACHINE_EPSILON jest to dokładność dla liczb zmiennoprzecinkowych, dla double jest to 2.2204460492503131e-16
DIFFSIGN(x,y) {\displaystyle x<=0} AND {\displaystyle y>=0} OR {\displaystyle x>=0} AND {\displaystyle y<=0} – sprawdzenie czy x i y są różnych znaków; sprawdzenie znaku iloczynu może dawać złe wyniki gdy iloczyn równy zeru a liczby nie; dla poniższych algorytmów lepiej tu stosować nieostre znaki < i >, tak że w przypadku gdy jedno lub dwa są zerami zostaną uznane za liczby różnych znaków.
```
 bool between(x, a, b)
 {
        if (b > a)
               return x >= a && x <= b;
        else
               return x >= b && x <= a;
 }
 lfun(b, a, fb, fa)
 {
        if (fb != fa)
                return b - fb*(b - a) / (fb - fa); //[[metoda siecznych]]
        else if (fa != 0)
                return INFINITY;
        else return b;
 }
 hfun(b, c)
 {
        return b + SIGN(c-b)*<math>\delta(b)</math>;
 }
 mfun(b, c)
 {
        return 0.5*(b + c); //[[Metoda równego podziału|metoda bisekcji]]
 }
 vfun(l, b, c)
 {
        h = hfun(b, c);
        m = mfun(b, c);
        if (between(l, h, m))
                return l;
        else if (|l - b| <= <math>\delta(b)</math>)
                return h;
        else
                return m;
 }
 DekkerA(x0, x1, Eps)
 {
        wylicz fxp = f(x0);
        wylicz fx = f(x1);
        if (|fx| <= |fxp|)
        {
                b = x1;
                a = c = x0;
                fa = fxp;
                fb = fx;
 }
        else
        {
                b = x0;
                a = c = x1;
                fa = fx;
                fb = fxp;
 }
        xk = x0;
        fxk = fxp;
        x = x1;
        while (|b - c| > 2 * Eps)
        {
                lambda = lfun(b, a, fb, fa);
                xp = x;
                x = vfun(lambda, b, c);
                fxp = fx;
                wylicz fx = f(x);
                if (DIFFSIGN(fxp,fx))
                {
                        xk = xp;
                        fxk = fxp;
                }
                if (|fx| <= |fxk|)
                {
                        a = b;
                        b = x; c = xk;
                        fa = fb;
                        fb = fx;
                }
                else
                {
                        b = xk; a = c = x;
                        fa = fx;
                        fb = fxk;
                }
        }
        return b;
 }

```

## Przykład
Weźmy funkcję {\displaystyle f(x)={\frac {1}{x-3}}-6}. Osiąga ona ∞ w punkcie 3.0 i zero w {\displaystyle x=3{\frac {1}{6}}.} Testowy program w Visual C++ radzi sobie z zakresem [3;4] gdzie ∞ traktuje jako liczbę dodatnią, ale na wszelki wypadek zawęźmy przedział do [3.01; 4]. Stosujemy dokładność double i przerywamy po osiągnięciu dokładności (różnicy między b i c) 1e-12.
1. na początku a1 = 3.01, b1 = 4, f(a1) = 94, f(b1) = -5; obliczamy c1 = 3.01
2. a2 = 4.000000000000, b2 = 3.950000000000, c2 = 3.010000000000
3. a3 = 3.950000000000, b3 = 3.480000000000, c3 = 3.010000000000
4. a4 = 3.480000000000, b4 = 3.245000000000, c4 = 3.010000000000
5. a5 = 3.245000000000, b5 = 3.127500000000, c5 = 3.245000000000
6. a6 = 3.127500000000, b6 = 3.185075000000, c6 = 3.127500000000
7. a7 = 3.185075000000, b7 = 3.170992625000, c7 = 3.127500000000
8. a8 = 3.170992625000, b8 = 3.166188864569, c8 = 3.170992625000
9. a9 = 3.166188864569, b9 = 3.166679068378, c9 = 3.166188864569
10. a10 = 3.166679068378, b10 = 3.166666702220, c10 = 3.166188864569
11. a11 = 3.166666702220, b11 = 3.166666666664, c11 = 3.166666702220
12. a12 = 3.166666666664, b12 = 3.166666666667, c12 = 3.166666702220
13. a13 = 3.166666666667, b13 = 3.166666666667, c13 = 3.166666666667

## Własności
O ile dla powyższej funkcji mającej jeden pierwiastek z przedziale metoda zachowuje się w miarę dobrze, to na przykład dla funkcji {\displaystyle f(x)=(x+3)(x-1)^{2}} mającej zera w punktach -3 i 1, szukając na przedziale [-4, 4/3] występują kłopoty: b zbliża się powoli jednostronnie do zera, a c ma cały czas wartość -4 jeszcze w 74-tej pętli, aż dopiero w następnej (dla double) b osiąga wartość dokładnie 1, f(b) osiąga zero, i c staje się równe b.
Innym problemem jest przypadek, gdy w pobliżu pierwiastka pochodne dążą do zera, co powoduje bardzo powolną zbieżność. Brent podaje taką funkcję: {\displaystyle f(x)=x\cdot \ exp(-x^{-2})} jeśli x różne od zera i zero dla zera.

## Opis algorytmu M
W tej metodzie bada się to kiedy ostatnio przedział |b-c| został zmniejszony o połowę. Tutaj ustawiana jest zmienna age. Dodatkowo, gdy age=3, wtedy wołana jest funkcja rfun, która umożliwia zbieżność szybciej niż lfun.

## Algorytm M
between, lfun, hfun, mfun, {\displaystyle \delta (b)} oraz DIFFSIGN zdefiniowane jak w algorytmie A.
```
  wfun(l, b, c)
  {
      h = hfun(b, c);
      m = mfun(b, c);
      if (between(l, h, m))
          return l;
      else if (f|l - b| <= <math>\delta(b)</math> && !between(l, b, m))
          return h;
      else
          return m;
  }
  ffun(a, b, fa, fb)
  {
      return (fa - fb) / (a - b);
  }
  rfun(b, a, d, fb, fa, fd)
  {
      alpha = ffun(b, d, fb, fd)*fa;
      beta = ffun(a, d, fa, fd)*fb;
      if (beta != alpha)
          return b - beta*(b - a) / (beta - alpha);
      else if (alpha != 0)
          return INFINITY;
      else
          return 0; //beta == alpha == 0
  }
  DekkerM(x0, x1, Eps)
  {
      itercnt = 0;
      wylicz fxp = f(x0);
      wylicz fx = f(x1);
      if (x0 == x1) return fx;
      if (!DIFFSIGN(fx, fxp)) return 0;
      if (|fx| <= |fxp|)
      {
          b = x1;
          a = c = x0;
          fa = fxp;
          fb = fx;
      }
      else
      {
          b = x0;
          a = c = x1;
          fa = fx;
          fb = fxp;
      }
      xk = xp = x0;
      fxk = fxp;
      x = x1;
      itercnt = 1;
      int age = 0;
      bp = b;
      cp = c;
      ap = a;
      while (|b - c| > 2 * Eps)
      {
          itercnt++;
          age++;
          if (|b - c| <= (0.5 + 2 * MACHINE_EPSILON)*(|bp - cp| + <math>\delta(b)</math>) age = 1;
          xp = x;
          if (age<=2)
          {
              lambda = lfun(b, a, fb, fa);
              if (|lambda - b| < <math>\delta(b)</math>) break;
              x = wfun(lambda, b, c);
          }
          else if (age == 3)
          {
              rho = rfun(b, a, d, fb, fa, fd);
              if (|rho - b| < <math>\delta(b)</math>) break;
              x = wfun(rho, b, c);
          }
          else
              x = mfun(b, c);
          fxp = fx;
          wylicz fx = f(x);
          if (DIFFSIGN(fxp,fx))
          {
              xk = xp;
              fxk = fxp;
          }
          bp = b;
          fbp = fb;
          ap = a;
          fap = fa;
          cp = c;
          if (|fx| <= |fxk|)
          {
              a = b;
              fa = fb;
              b = x;
              fb = fx;
              c = xk;
          }
          else
          {
              b = xk;
              fb = fxk;
              a = c = x;
              fa = fx;
          }
          if (b == x || b == bp)
          {
              d = ap;
              fd = fap;
          }
          else
          {
              d = bp;
              fd = fbp;
          }
      }
      return b;
  }

```

## Przykład
Weźmy funkcję {\displaystyle f(x)=(x+3)(x-1)^{2}} mającej zera w punktach -3 i 1, będziemy szukać na przedziale [-4, 4/3]
1. a0 = -4.000000000000, b0 = 1.333333333333, c0 = -4.000000000000
2. age = 1 lfun a2 = 1.333333333333, b2 = 1.232558139535, c2 = -4.000000000000
3. age = 2 lfun a3 = 1.232558139535, b3 = 1.141223295850, c3 = -4.000000000000
4. age = 3 rfun a4 = 1.141223295850, b4 = 1.070756096437, c4 = -4.000000000000
5. age = 4 bisekcja a5 = 1.070756096437, b5 = -1.464621951782, c5 = -4.000000000000
6. age = 1 lfun a6 = -1.464621951782, b6 = -2.732310975891, c6 = -4.000000000000
7. age = 1 lfun a7 = -3.366155487945, b7 = -2.732310975891, c7 = -3.366155487945
8. age = 1 lfun a8 = -2.732310975891, b8 = -2.953018236685, c8 = -3.366155487945
9. age = 2 lfun a9 = -2.953018236685, b9 = -3.007123150382, c9 = -2.953018236685
10. age = 1 lfun a10 = -3.007123150382, b10 = -2.999830139829, c10 = -3.007123150382
11. age = 1 lfun a11 = -2.999830139829, b11 = -2.999999396604, c11 = -3.007123150382
12. age = 2 lfun a12 = -2.999999396604, b12 = -3.000000000051, c12 = -2.999999396604
13. age = 1 lfun a13 = -3.000000000051, b13 = -3.000000000000, c13 = -3.000000000051

Dla {\displaystyle f(x)={\frac {1}{x-3}}-6} na [3,01; 4] potrzeba 12 kroków.

## Opis algorytmu R
Częściej wołana jest funkcja rfun zamiast lfun co dla wielu funkcji powoduje znaczny przyrost zbieżności.

## Algorytm R
Identyczny jak Algorytm M z wyjątkiem fragmentu wyliczania x:
```
    ..........................................................
    if (itercnt == 2)
    {
        lambda = lfun(b, a, fb, fa);
        if (|lambda - b| < <math>\delta(b)</math>) break;
        x = wfun(lambda, b, c);
    }
    else if (itercnt >= 3 && age <= 3)
    {
        rho = rfun(b, a, d, fb, fa, fd);
        if (|rho - b| < <math>\delta(b)</math>) break;
        x = wfun(rho, b, c);
    }
    else if (itercnt >= 3 && age == 4)
    {
        rho = rfun(b, a, d, fb, fa, fd);
        if (|rho - b| < <math>\delta(b)</math>) break;
        x = wfun(2 * rho - b, b, c);
    }
    else
        x = mfun(b, c);
    ..........................................................

```

Wikibooks:pl:Kody źródłowe/Metoda Dekkera

## Przykład
Dla {\displaystyle f(x)={\frac {1}{x-3}}-6} na [3,01; 4] potrzeba tylko 5 kroków.
1. a1 = 3.010000000000, b1 = 4.000000000000, c1 = 3.010000000000
2. age = 1 lfun a2 = 4.000000000000, b2 = 3.950000000000, c2 = 3.010000000000
3. age = 2 rfun a3 = 3.950000000000, b3 = 3.480000000000, c3 = 3.010000000000
4. age = 1 rfun a4 = 3.480000000000, b4 = 3.245000000000, c4 = 3.010000000000
5. age = 1 rfun a5 = 3.245000000000, b5 = 3.166666666667, c5 = 3.245000000000

- „Two Efficient Algorithms with Guaranteed Convergence for Finding Zero of a Function” J.C.P. Bus, T.J.Dekker.